# Gingivectomía
La gingivoplastia es un procedimiento quirúrgico mediante el cual se realiza la escisión y supresión del tejido gingival lesionado. Su objetivo fundamental es la eliminación de la pared blanda de la bolsa, para disminuir su profundidad y proporcionar la visibilidad y el acceso necesarios para eliminar los irritantes locales. Actualmente se emplea, entre otros, para el tratamiento de la hiperplastia o crecimiento de la encía por medicamentos, de la fibrosis de la misma, de las bolsas supra-óseas y para mejorar el acceso en técnicas restauradoras que invaden el espacio sub-gingival.

## Procedimiento
La gingivectomía es un procedimiento que se realiza bajo anestesia local. Consiste en eliminar la pared enferma de la bolsa. La gingivectomía se realiza comúnmente en pacientes con agrandamientos gingivales inflamatorios crónicos o en pacientes que presentan agrandamiento después de un tratamiento de Ortodoncia. Por lo general la cicatrización no supone un problema, ya que el área se cubre con cemento periodontal. Los pasos a seguir son los siguientes:
1. Anestesia local del área quirúrgica.
2. Localización de bolsas. Para ello se emplea una sonda periodontal que identifica el fondo de la bolsa. Posteriormente, se determina su profundidad y se señala esta distancia, por la parte externa de la encía, con el marcador de Crane-Kaplan, tanto por vestibular como por lingual.
3. Incisión primaria. La incisión empieza desde apical hasta los puntos marcados, y se dirige coronal hacia un punto entre la base de la bolsa y la cresta ósea. Ésta debe ser biselada a 450 respecto a la superficie del diente, siguiendo el festoneado de la encía. Se debe evitar exponer el hueso.
4. Incisión secundaria. Una vez terminada la incisión primaria por vestibular y lingual, se separa el tejido blando inter-proximal mediante una incisión con bisturí de Orban, número 1 o 2 o con el bisturí de Waerhaug.
5. Los tejidos separados son extraídos cuidadosamente con una cureta y se elimina el tejido de granulación, los cálculos remanentes y el cemento necrótico, dejando la raíz lisa y limpia. Durante el procedimiento quirúrgico el área se irriga permanentemente con el propósito de eliminar el tejido cureteado y mejorar la visibilidad.
6. La zona se cubre con un apósito de colágeno.
La gingivectomía está indicada cuando se presentan bolsas supra-alveolares. Puede emplearse la técnica de la gingivectomía para remodelar contornos gingivales anormales, como cráteres e hiperplasias, en estos casos, la técnica se llama gingivoplastia. No se recomienda esta técnica en zonas donde existe poca encía insertada pues corremos el riesgo de eliminar toda la encía remanente. La gingivectomía presenta algunos problemas sí no se evalúa correctamente el grado y el tipo de destrucción que existe antes de la cirugía. En ocasiones, los defectos no diagnosticados pueden convertirse en un problema que conlleva, en muchos casos, cambiar la técnica a utilizar en el último momento.

## Complicaciones
Las complicaciones a la hora de realizar la gingivectomía son muy infrecuentes. Se dividen en inmediatas o mediatas.
Las complicaciones inmediatas pueden ser: desgarros, hemorragias, heridas en partes blandas, lesiones de los nervios cercanos, enfisema sub-mucoso, fractura de instrumental, etc.
Las complicaciones mediatas serían de tipo: infeccioso, hemorrágico o general (bacteriemas, septicemias, crisis hiperglucémica o hipertiroidea, descompensaciones cardiacas, hepatitis, etc.).

## Cicatrización
En primer lugar se forma un coágulo superficial; el tejido subyacente se inflama de forma aguda; el coágulo se reemplaza por tejido de granulación; a las 24 horas se inicia la proliferación de nuevas células de tejido epitelial; las células epiteliales en los márgenes de la herida comienzan a migrar sobre el tejido de granulación; el tejido de granulación, muy vascular, crece en sentido coronal y crea un nuevo margen gingival libre y surco.
Posteriormente, los capilares neo-formados migran hacia el tejido de granulación y en dos semanas se conectan con los vasos gingivales; la epitelialización de la superficie se completa entre 5 y 14 días; la reparación completa del tejido conectivo se realiza en siete semanas; el fluido crevicular al principio aumenta y después disminuye al progresar la cicatrización. Finalmente ocurrirá que la queratinización se irá realizando paulatinamente.

## Otras técnicas de gingivectomía

### Electrocirugía
Permite un contorneado adecuado del tejido y controlar la hemorragia. Está contraindicada en pacientes con marcapasos cardíaco. Si toca el hueso, ocasiona un daño irreversible, por tanto se limita a procedimientos superficiales como eliminación de capuchones pericoronarios y aumentos gingivales localizados. Cuando se utiliza para resecciones profundas provoca resección gingival, necrosis, secuestro óseo, exposición de furcas y movilidad dental. Algunos estudios informan un retraso en la cicatrización cuando se emplea esta técnica.

### Quimiocirugía
Utiliza químicos como el paraformaldehído al 5 % o el hidróxido de potasio. El uso de esta técnica no se recomienda debido a que tiene múltiples desventajas, como el no poder controlar su profundidad de acción, por lo que se puede lesionar el tejido sano subyacente, además no se puede realizar una eficaz remodelación gingival y tiene una cicatrización retardada.

### Gingivectomía láser
Algunos láseres utilizados son el dióxido de carbono y los de neodimio, ambos en el rango infrarrojo. Para su uso se deben combinar con otros tipos de láser visible para poder ver y dirigir el rayo. Debe evitarse reflejar el rayo en la superficie de los instrumentos para no producir lesiones en los tejidos vecinos o incluso en los ojos del operador. Su uso no se recomienda debido a que no está apoyado en investigaciones.

## Contraindicaciones de la gingivectomía
La gingivectomía está contraindicada en aquellos casos en los que se requiere cirugía ósea, por la arquitectura irregular del hueso subyacente. Tampoco se recomienda cuando el fondo de la bolsa es apical a la unión mucogingival, cuando se pueden presentar problemas estéticos postquirúrgicos ni cuando la banda de la encía queratinizada es insuficiente.

## Ventajas y desventajas
La gingivectomía es de gran utilidad, ya que la técnica quirúrgica es sencilla. Permite eliminar la bolsa completamente y los resultados estéticos son muy predecibles.
Sin embargo sus indicaciones son limitadas. Esto es así debido a que: la herida es amplia y dolorosa, por lo que a corto plazo resulta en un problema estético para el paciente; cicatriza por segunda intención; hay riesgo de exposición de hueso; hay pérdida de la encía queratinizada; y riesgo de exponer la superficie radicular con la consecuente hipersensibilidad.